# Pistacia atlantica
Pistacia atlantica, do 20 metara visoko drvo iz roda pistacija. Rašireno je od Iranskog platoa do sjeverne Afrike i Kanarskih otoka. Često je po suhim obroncima brda
Introducirano je u američke države Utah i Kalifornija.